# Valeri Briusov
Valeri Iakovlevici Briusov (rusă Валерий Яковлевич Брюсов) (n. 1 decembrie 1873, d. 9 octombrie 1924) a fost un poet, prozator, dramaturg, translator, critic și istoric. El a fost unul din principalii reprezentanți ai curentului simbolist din literatura rusă.

## Traduceri
- Altarul zeiței Victoria (Алтарь Победы), traducere Mircea Spiridoneanu; Dan Răutu, Ed. Univers, 1976
- Îngerul de foc (Огненный ангел), traducere Virgil Teodorescu; Dan Răutu, Ed. Univers, 1976

## Vezi și
- Catalogul colecției Romanului istoric (Editura Univers)